# 青空天使
『青空天使』（あおぞらてんし）は、1950年（昭和25年）製作・公開、斎藤寅次郎監督による日本の長篇劇映画である。現在の東映の前身の製作会社太泉映画が製作、おなじく東映の前身の配給会社東京映画配給が配給した。

## 略歴・概要
1950年（昭和25年）、前年にデビューした美空ひばりの映画出演2年目、第15作である。完成は同年4月17日、公開は同年5月20日であった。本作と次作『東京キッド』で人気は不動のものになったとなったとされる。
監督の斎藤寅次郎は、第二次世界大戦前の1937年（昭和12年）に松竹大船撮影所から東宝へ移籍しており、本作の撮影当時は、新東宝に在籍していたが、吉本興業との提携作品を中心に監督しており、吉本資本であった太泉映画に出向し、本作を演出した。当時新東宝の助監督として斎藤に師事していた曲谷守平が「演出補佐」としてクレジットされている。
製作元の太泉映画、配給元の東京映画配給が合併して設立された東映は、本作のネガ原版・上映用プリントともに所有・管理しておらず、本作は長らく散逸した作品であったが、2002年（平成14年）、大阪在住の映写技師が16mmフィルム版、65分の短縮プリントを所有していることがわかり、大阪芸術大学教授の太田米男が中心となり、復元プロジェクトが復元を行った。2004年（平成14年）12月、『美空ひばり東映映画DVD選集』（全20タイトル）のリリースが始まり、その購入特典として東映および東映ビデオがDVD化を行った。復元されたプリントは、東京国立近代美術館フィルムセンターに所蔵された。本作の脚本の決定稿も残っている。マキノ正博が監督した『肉体の門』（1948年）と並び、2作のみ現存が確認されている、「太泉映画作品」である。

## スタッフ・作品データ
- 監督 : 斎藤寅次郎
- 演出補佐 : 曲谷守平
- 原作 : 伏見晃
- 脚本 : 山下与志一
- 撮影 : 友成達雄
- 照明 : 秋山清幸
- 美術 : 北辰雄
- 録音 : 沼田春雄
- 効果 : 音響効果集團
- 舞台製作 : 吉澤信一
- 合成技術 : 天羽四郎
- 編集 : 神島帰美子
- 音楽 : 萬城目正
- 主題歌 : 『青空天使』歌：美空ひばり
  - 作詞 : 門田ゆたか
  - 作曲 : 萬城目正
  - 発売 : コロムビアレコード（現在の日本コロムビア）
- 挿入歌 : 『ひばりが唄えば』美空ひばり	
  - 作詞 : 門田ゆたか
  - 作曲 : 萬城目正
  - 発売 : コロムビアレコード
- 製作進行 : 森義宣

- 製作 : 太泉映画
- 上映時間（巻数 / メートル） : 82分（9巻 / 2,232メートル）
- フォーマット : 白黒映画 - スタンダードサイズ（1.37:1） - モノラル録音
- 公開日 :  日本 1950年5月20日
- 配給 :  東京映画配給

## キャスト
- 花菱アチャコ - 安吉[2]
- 横山エンタツ - 留吉[2]
- 入江たか子 - 母美也子[2]
- 美空ひばり - マリ子[2]
- 清川虹子 - 安吉の女房[2]
- ばん・じゅん（伴淳三郎） - 日野原[2]
- 露原千草
- 清川玉枝 - 日野原の妻[2]
- 川田晴久 - 楽団指揮者[2]
- 立松晃
- 柳文代
- 島崎潑
- 並木一路
- 出雲八重子
- 森野五郎
- 有木山太
- 坂井美紀子
- 銀あけみ
- 坊屋太郎
- 若宮金太郎
- 春名薫
- 一藤月子
- 今淸水基二